# Francesco Castro
Francesco Castro (Roma, 1º gennaio 1936 – Roma, 23 luglio 2006) è stato un giurista e islamista italiano.

## Biografia
Allievo di Antonio d'Emilia, fu professore ordinario di Diritto musulmano e dei paesi islamici presso la facoltà di giurisprudenza dell'Università degli studi di Roma Tor Vergata. Nel 1968, alla morte del suo Maestro, Antonio d'Emilia, fu chiamato a raccoglierne l'eredità nell'insegnamento del diritto musulmano, che risaliva alla cattedra di David Santillana (1855-1931).
In quegli anni, a causa di diffuse incomprensioni verso tali studi, Francesco Castro era rimasto il solo cultore della materia. Cominciò dunque la sua attività di insegnamento presso l'Istituto Universitario Orientale di Napoli, per trasferirsi in seguito nell'Università Cà Foscari di Venezia, dove rimase per sedici anni fino al 1987, realizzando il più importante contributo islamistico sulla Mutʿa al-nisāʾ. Successivamente fu chiamato dall'Università di Perugia e nel 1992 dall'Università degli studi di Roma Tor Vergata.
Da sempre fermamente convinto dell'importanza, per la formazione del giurista contemporaneo, degli studi giuridici islamistici in una prospettiva gius-comparatistica, nella sua attività di insegnamento e ricerca ha avuto come obiettivo primario quello di reinserire tali studi nelle facoltà di giurisprudenza italiane, disattivati dal momento della morte di Antonio D'Emilia.
Decisivo fu, in questa prospettiva, l'incontro nei primi anni ottanta con Rodolfo Sacco il quale stava rifondando in Italia gli studi comparatistici e il quale si adoperò alla riattivazione degli studi islamistici. In quest'ottica Francesco Castro divenne dal 1992 titolare della prima cattedra di diritto musulmano e dei paesi islamici, nella facoltà di giurisprudenza dell'Università degli studi di Roma Tor Vergata, improntata non più al metodo storico-giuridico, ma a quello gius-comparatistico. In tale sede fondò inoltre il Centro interdisciplinare di studi sul Mondo Islamico punto di collegamento in Italia tra studiosi di diverse nazionalità, nonché autorevole centro di ricerca sulle problematiche giuridiche islamiche. È stato Presidente dell'Istituto per l'Oriente C. A. Nallino e direttore di diverse riviste specialistiche, tra cui Oriente Moderno (come direttore responsabile) e Quaderni di Diritto Musulmano e dei Paesi Islamici. Ha inoltre diretto l'edizione del Dizionario di Diritto Islamico, del Glossario di Diritto Islamico e le Ricerche analitiche per un lessico giuridico arabo-italiano e italiano-arabo. Tra le sue ultime opere vanno ricordate Dalla Comunità dei Credenti allo Stato Nazionale (Torino, 1997) nonché Il modello Islamico (Torino, 1997) nel Trattato di diritto comparato diretto da Rodolfo Sacco.
Tra i suoi allievi figurano Massimo Papa, Giorgio Vercellin, Gianmaria Piccinelli, Roberta Aluffi Beck-Peccoz, Claudio Lo Jacono.
È scomparso nel 2006 all'età di 70 anni.

## Opere scelte
A parte vari lemmi sul Novissimo Digesto italiano e il già citato Materiali e ricerche sul nikāḥ al-mutʿa. I. Fonti imāmite (Roma, Accademia Nazionale dei Lincei, 1974) vanno ricordati:
- Civiltà degli arabi: Da Maometto all'Impero islamico, Torino, Loescher, 1970
- Diritto Musulmano, Torino, UTET, 2006 ISBN 978-88-02-07236-4
- Il modello islamico, Torino, G. Giappichelli, 2007, ISBN 978-88-348-7497-4

Da amici e colleghi gli sono stati dedicati alla memoria i due volumi de Il Libro e la bilancia. Scritti in memoria di Francesco Castro, a cura di Massimo Papa (Napoli, Edizioni Scientifiche Italiane - Roma, Istituto per l'Oriente Carlo Alfonso Nallino, 2011).